# Konrad Viktor Schneider

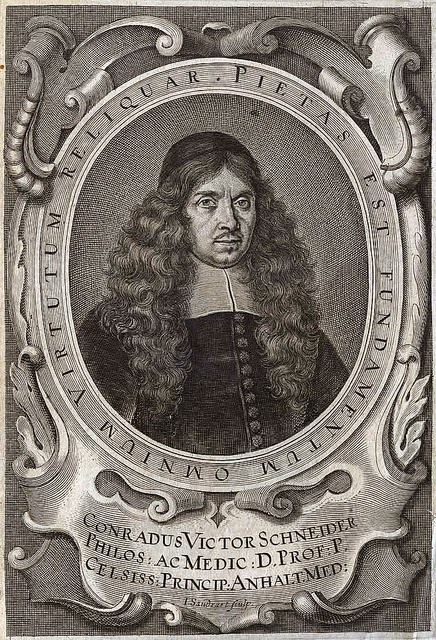
Konrad Viktor Schneider

Konrad Viktor Schneider (auch Conrad Victor Schneider; * 18. September 1614 in Bitterfeld; † 10. August 1680 in Wittenberg) war ein deutscher Mediziner.

## Leben
Schneider war der Sohn des Bitterfelder Amtschössers Michael Schneider und seiner Frau Maria (geborene Reuter), Tochter des Bitterfelder Bürgermeisters Konrad Reuter. Er wurde bereits in frühester Kindheit schulisch ausgebildet. Gemeinsam mit seinen Brüdern, unter ihnen auch Michael Schneider, immatrikulierte er sich am 17. September 1621 an der Universität Wittenberg. Hier studierte er zunächst, gefördert durch ein kurfürstliches Stipendium, an der philosophischen Fakultät und erwarb am 25. September 1632 den akademischen Grad eines Magisters. Er verließ Wittenberg 1635 und promovierte an der Universität Jena 1636 unter Werner Rolfinck zum Thema „de natura et curatione pestilentiae“.
Am 29. April 1638 trat er eine Ausbildungsreise an, die ihn die Elbe flussabwärts bis Hamburg und dann nach Dänemark zu einem Cousin führte. Dieser schickte ihn dann über Leiden nach Paris. Schneider bereiste Europa zwei Jahre lang und promovierte zwischenzeitlich am 12. März 1639 in Bourges. Nach seiner Rückkehr wurde er Professor der Medizin in Wittenberg und übernahm am 23. Juni 1640 die Professur der Anatomie und Botanik. In seiner Eigenschaft als Lehrkörper der Wittenberger Hochschule verwaltete er mehrfach das Dekanat der Medizinischen Fakultät und bekleidete in Personalunion in den Wintersemestern 1641, 1645, 1649, 1655, 1661, 1667, 1673 und 1679 das Rektorat der Akademie. Im Februar 1646 heiratete er Anna Barbara Strauch, die Tochter von Aegidius Strauch I.
Ab dem 25. April 1652 diente er als anhaltinischer Hof- und Leibarzt. Am 16. März 1668 wurde er zudem von Johann Georg II. zum kursächsischen Leibarzt von Hause aus ernannt. Schließlich berief ihn auch der brandenburgische Kurfürst Friedrich Wilhelm zum Leibarzt, wohl aber ohne verpflichtende Tätigkeit.
Angeregt vom Jenaer Professor Werner Rolfinck, veröffentlichte Schneider sein Hauptwerk Von den Schleimflüssen oder Katarrhen, das 1660 und 1664 erschien. Darin widerlegte er die bis dahin geltende Lehrmeinung, dass Schleim in der Nase, entsprechend den humoralpatholigschen Vorstellungen vom phlegma, durch das Gehirn gebildet werde. Vielmehr entdeckte er die Schleimhäute in der Nase, die noch heute nach ihrem Entdecker als Membrana Schneideriana beziehungsweise Schneider-Membran oder Schneider’sche Haut bezeichnet werden. Auch seine weiteren Schriften, die nach genauer Beobachtung entstanden waren, gewannen in der weiteren Forschung Bedeutung, besonders auf dem Gebiet der Anatomie, der Physiologie und der allgemeinen Pathologie. So widerlegte er unter anderem die Lehrmeinung der Ortssetzung der Geisteskräfte und veröffentlichte Arbeiten zum Schlagfluss und über Krämpfe. Schneider, der ein Schüler seines Vorgängers Daniel Sennert war, hatte so einen Ruf als einer der bedeutendsten Mediziner des 17. Jahrhunderts, nicht nur Wittenbergs, erlangt.

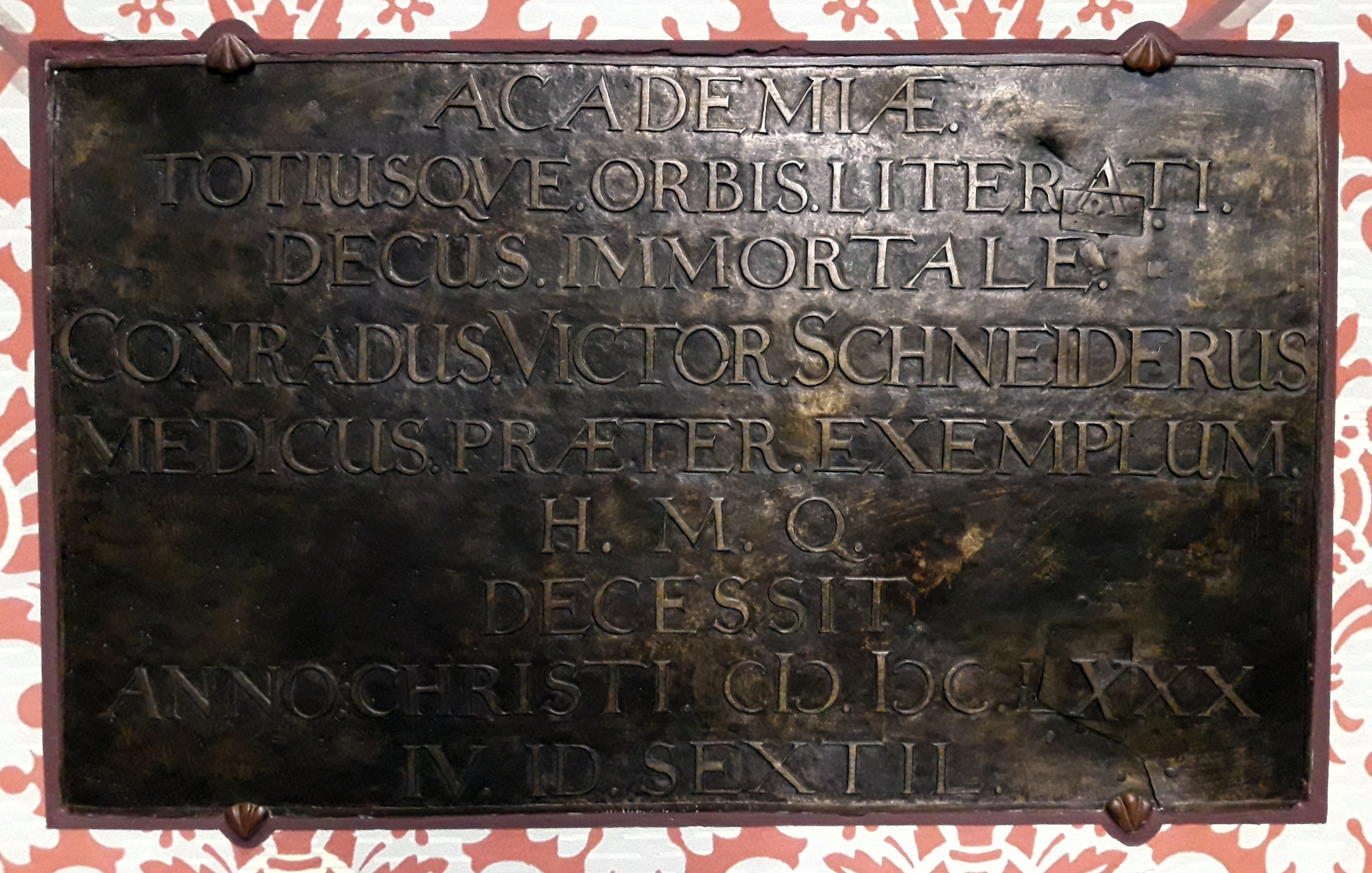
Denkmal für Konrad Viktor Schneider in der Schlosskirche Wittenberg

Schneider verstarb nach vierzigjähriger Wirkungszeit an der Wittenberger Akademie und wurde am 9. September in der Wittenberger Schlosskirche beigesetzt. Dort erinnert eine bronzene Grabplatte mit lateinischer Inschrift an ihn.

## Familie
Schneider hatte sich am 7. April 1646 mit Anna Barbara Strauch (* 20. August 1627 in Dresden; † 24. April 1673 in Wittenberg), die Tochter des Aegidius Strauch I. und der Euphrosyna Cranach verheiratet. Aus der Ehe stammen sechs Kinder, drei Söhne und drei Töchter. Von den Kindern kennt man:
- Michael Conrad Schneider († vor Vater)
- Konrad Viktor Schneider († vor Vater)
- Aegidius Conrad Schneider († vor Vater)
- Euphrosyne Schneider (* 18. Mai 1649 in Wittenberg; † 16. März 1673 in Wittenberg) ⚭ 30. März 1668 mit  dem Prof. math. Uni. Wittenberg Michael Walther der Jüngere
- Anna Barbara Schneider ⚭ mit dem brandenburgisch pommerischen Hof- und Gerichtsrat, Erbsassen auf Freienwalde, Mölln und Sillgsdorf Friedrich Wilhelm von Wedel
- Marie Elisabeth Schneider (* 13. August 1655 in Wittenberg; † 9. Juni 1673 ebd.)

Seine Schwägerin Euphrosina Strauch war Ehefrau des kursächsischen Leibarztes David Faber.

## Werkauswahl
- Disputatio Medica Inauguralis, Dogmatica iuxta & Hermetica, De Fluxu Alvi Colliquativo, qui Febri est Consectarius. (Resp. Jeremias Bertram) Röhner, Wittenberg 1641. (Digitalisat)
- Dissertationes Anatomicae De Partibus, quas vocant, Principalioribus Capite, Corde, Epate, cum Observationibus ad Anatomiam nec non ad Artem Medendi pertinentibus. (Resp. Michael Sennert) Röhner, Wittenberg 1643. (Digitalisat)
- Disputatio Medica Inauguralis. De Hydrope. (Resp. Justus Fidus Klobius) Röhner, Wittenberg 1649. (Digitalisat)
- Disputatio Medica Inauguralis De Ischiade. (Resp. Christian Muche) Röhner Wittenberg 1653. (Digitalisat)
- Liber de osse cribriformi,&sensu ac organo odoratus,&morbis ad utrumque spectantibus de coryza, haemorrhagia narium, polypo, sternutatione, amissione odoratus. Mevius & Schumacher, Wittenberg 1655. (Digitalisat)
- Disp. Osteologicas.
- Liber Primus De Catarrhis, Quo agitur de Speciebus Catarrhorum, & de Osse Cuneiformi, per quod Catarrhi decurrere finguntur. Wendt, Wittenberg 1660. (Digitalisat)
- Liber De Catarrhis Secundus : quo Galenici Catarrhorum meatus, perspicùe falsi revincuntur. Mevius, Wittenberg 1660.
- Disputatio Medica Inauguralis De Hydrope Ad nobilissimorum recentiorum huius seculi Medicorum mentem ex veris sanguinis Circulationis fundamentis illustrata. (Resp. Matthias Tiling) Henckel, Wittenberg 1663. (Digitalisat)
- Librum de catarrhis specialissimum. 1664.
- Disputatio Inauguralis Medica De Angina. (Resp. Johannes Fridel) Hake, Wittenberg 1666. (Digitalisat)
- Disputatio Inauguralis Medica De Erysipelate sive Rosa. (Resp. Matthias Klingsporn) Haken, Wittenberg 1668. (Digitalisat)
- Liber de morbis capitis seu cephalicis illis, ut vocant, soporosis, atque horum de curatione conditus ; quo quidam loci ex medicina praecipue tractantur. Mevius & Schumacher, Wittenberg 1669. (Digitalisat)
- De nova gravissimorum trium morborum curatione, nimirum de apoplexia, lipopsychia & paralysi. Frankfurt 1681.
- De spasmorum natura, subjecto & causis. Wittenberg 1677.
- Orationes de aequitate & justitia natuarae, de bellis naturalibus….